# ريتشارد فيدلر
ريتشارد فيدلر، عالم ألماني ومبتكر قاذف اللهب الحديث. سلاح يستخدم سائل قابل للاشتعال، عادة النفط، لإنتاج قذيفة لهب. قدم نماذج من سلاحه إلى الجيش الإمبراطوري الألماني في عام 1901.

## السلاح

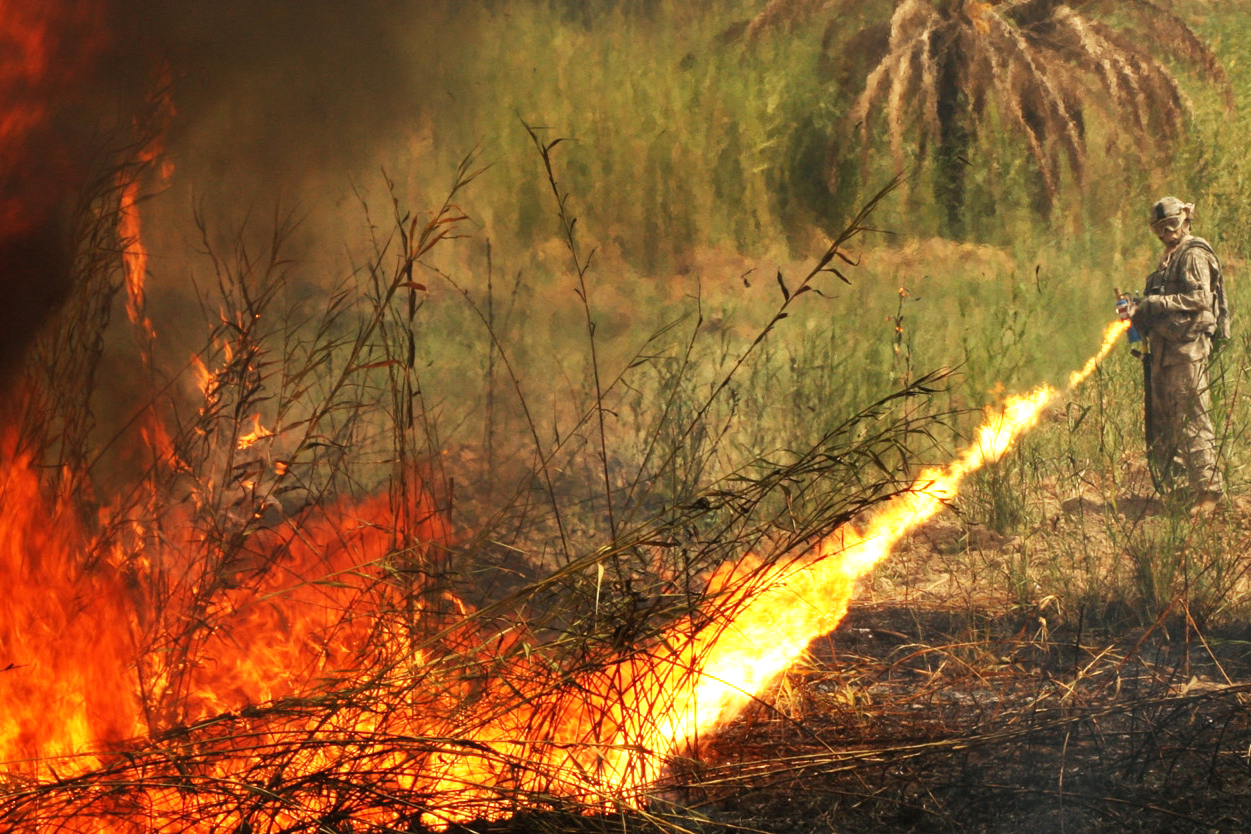
جندي يزيل العشب باستعمال قاذفة اللهب

يعتبر أشهر نموذج له هو سلاح يحمل باليد، يتكون من اسطوانة واحدة عمودي 4 أقدام (1.2 م)، مقسم أفقيا إلى جزئين، القسم السفلي يوضع به الغاز المضغوط أما العلوي فيحمل منه الزيت القابل للاشتعال. عند الضغط على الذراع، يجبر الغاز المضغوط الزيت القابل للاشتعال للدخول في أنبوب مطاطي مرورا على فتيل بسيط مشعل في فوهة فولاذية.
يكون السلاح سحابة من النيران ينتج عنها غيوم هائلة من الدخان تصل إلى 20 ياردة تقريبا (ما يعادل 18 م). تم تصنيف السلاح تحت بند الأسلحة ذات الطلقة الواحدة حيث يتم إعادة شحنه بعد كل مرة. كان الاستخدام الأول للسلاح على الجبهة الغربية من قبل القوات المركزية وقوات الوفاق.
تم استخدام قاذف اللهب على نطاق واسع في الحرب العالمية الثانية من قبل قوات الحلفاء والمحاور.

## السيرة الذاتية
قبل الحرب العالمية الأولى، درس فيدلر الهندسة وعمل مهندسا في برلين واهتم بالعمل على تطوير فوهات رش السوائل حتى وصل إلى تصميم قاذف اللهب.
طبق فيدلر خدعة تسمى بحيرة النار، رأها في مهرجانات برلين. تنطوي الحيلة على صب سائل قابل للاشتعال على سطح الماء وإشعال النار فيه. نجح في تصميم أول قاذف لهب في عام 1901، حصل بسببه على براءة اختراع وانضم إلى الجيش الألماني الذي وفر الدعم المالي لمواصله تطوير السلاح.
في عام 1905، قدم قاذف اللهب الخاص به إلى اللجنة الهندسية البروسية في اجتماعهم داخل برلين طالبا منهم اقتراحات لتحسين الجهاز.
بصرف النظر عن فيدلر، بدأ برنهارد ريديمان (1870- 1938) في تطوير قاذف اللهب بعد دراسة تقارير عن مضخات الكيروسين التي استخدمها اليابانيون ضد المخابئ في حصار ميناء أرثر. التقى فيدلر وريدمان للمرة الأولى في عام 1908، وتعاونا في بداية الحرب العالمية الأولى على زيادة تطوير قاذف اللهب.
بعد الحرب، كتب ريدمان كتابا عن تاريخ قاذف اللهب. أما فيدلر فقد أسس شركة فيدلر لقواذف اللهب والتي ظل في منصب مديرها التنفيذي حتى عام 1917، خلفه فيها هاوبتمان أرثر فون ستينيتز، وكوفمان آرثر بوك وكوفمان كورت ماين. حصل فيدلر على 11 براءة اختراع ألماني في الفترة ما بين عام 1901 وعام 1918.

## وصلات خارجية
- توماس فيكتور فلامينفيرفر! رواد أسلحة الموت.
- أسلحة الحرب: قاذفات اللهب.
- أسلحة الحرب العالمية الثانية غرين: قاذفات اللهب.